# Registro General de Bienes de Interés Cultural
El Registro General de Bienes de Interés Cultural es un registro de los bienes de interés cultural de España.

## Descripción
Establecido por la Ley 16/1985, de 25 de junio, del Patrimonio Histórico Español y dependiente de la Administración General del Estado, los bienes declarados de interés cultural son inscritos en él. Cuando se incoan expedientes para la declaración de bienes, se notifica tal circunstancia al registro, causando la correspondiente anotación preventiva hasta que recaiga una resolución definitiva. Los bienes incluidos en este registro están sometidos a una fiscalidad especial.
En la base de datosse incluyen los bienes culturales protegidos, que son tanto patrimonio mueble (los de este tipo también pueden figurar, además de en el Registro General, en el denominado «Inventario General de Bienes Muebles») como inmueble. En ese registro se incluyen los BIC declarados por el Ministerios de Cultura y los que declaran las Comunidades Autónomas.
Algunos BIC podrían no aparecer en esta base de datos porque son declarados BIC que de forma automática por ministerio de la Ley, sin que sea necesaria la apertura de un expediente administrativo y que, por tanto, no hayan sido registrados. Estos son los bienes muebles contenidos en un inmueble BIC y que sean parte esencial de su historia; arte rupestre; inmuebles destinados a la instalación de Archivos, Bibliotecas y Museos de titularidad estatal y los bienes muebles del Patrimonio Histórico en ellos custodiados; bienes incluidos en el Inventario del Patrimonio Artístico y Arqueológico de España; y castillos, piedras heráldicas y hórreos de más de 100 años.
Depende de la Subdirección General de Protección del Patrimonio Histórico del Ministerio de Cultura.